# Tahia Kazem
Tahia Kazem (1 de marzo de 1920 – 25 de marzo de 1992) fue la primera dama de Egipto del 23 de junio de 1956 hasta el 28 de septiembre de 1970. Se casó con el expresidente Gamal Abdel Nasser en 1944. La pareja tuvo 5 hijos, 2 niñas y 3 varones.
Sus padres son de ascendencia iraní. Nasser recibió la aprobación de su padre antes de su matrimonio en 1944.